# Faruk Ajeti
Faruk Ajeti (* 26. Juli 1983 in Gjilan (Kosovo)) ist seit November 2021 Botschafter der Republik Kosovo in Berlin.

## Leben
Ajeti schloss 2012 sein Bachelor- und Masterstudium an der Universität Wien ab und promovierte dort 2019 im Institut der Politikwissenschaft. Seine Doktorarbeit (PhD summa cum laude) trug den Titel „Die Kosovopolitik Österreichs in den Jahren 1986–1999“. Parallel war er von 2014 bis 2020 Erster Sekretär an der Botschaft des Kosovo in Österreich.
Von 2019 bis 2020 war Ajeti Visiting Scholar an der Nietze School of Advanced International Studies an der Johns Hopkins University in Washington DC und 2020–2021 wissenschaftlicher Mitarbeiter am Österreichischen Institut für Internationale Politik. 2021 war er als Berater des Ministeriums für auswärtige Angelegenheiten und Diaspora der Republik Kosovo tätig.
Faruk Ajeti ist verheiratet und hat drei Kinder.

## Werke

### Monographie
- Die Kosovopolitik Österreichs in den Jahren 1986–1999 (Austrian Kosovo Policy 1986–1999). Diss. phil., Uni Wien (2019), Wien.

### Weitere Werke
- Clewing, Konrad/Ajeti, Faruk (2018): Kosovo und die österreichisch-albanischen Beziehungen: Bilder einer Geschichte (Hrsg. von der Botschaft der Republik Kosovo in Österreich, vom Albanien-Institut e.V. und der Österreichisch-kosovarischen Freundschaftsgesellschaft). Akademischer Verlag, München.
- Ajeti, Faruk/Ajeti Kurbogaj, Resmije (2013): Die Rolle der EU-Außenpolitik im Kosovo 1989–2010 (The Role of the EU Foreign Policy in Kosovo 1989-2010). Peter Lang Verlag, Vienna. Eva Kreisky/Helmut Kramer (eds.), Politik und Demokratie. Band 30.
- Bilateral Relations between Kosovo and Austria - An Unknown Friendship, in: Lika, Liridon (ed.): Kosovo’s Foreign Policy and Bilateral Relations. Routledge, 2023.
- Die Kosovopolitik als Konstante der österreichischen Außenpolitik, in: Khol/Andreas, Karner, Stefan, Stefan et al. (Hrsg.): Jahrbuch für Politik 2020. Böhlau Verlag, 2021.

### Pressebeiträge
- Deutschlands Expertise ist auf dem Westbalkan gefragt, in: Berliner Zeitung, Juni 2022.
- Der Balkan als geopolitische Bühne, in: Die Tagespost, Juni 2021
- Serbiens Präsident Vučić hat zwei autoritäre Brüder in Peking und Moskau, in: Die Presse, Juni 2021
- Die komplexe Beziehungen zwischen der Russischen Föderation und dem Kosovo, in: Sbunker, Juni 2021
- Das Vermächtnis des österreichischen Balkan-Ministers, in: Die Presse, Mai 2021
- Amaneti i ministrit austriak për Ballkanin, Klan Kosova, Mai 2021
- Was der Balkan bezüglich China vom Baltikum lernen kann, in: Kurier, April 2021
- Menschenrechte nach Pekinger Art – wie China mit seinem «alternativen Weg» der halben Welt auf der Nase herumtanzt, in: Neue Zürcher Zeitung, Februar 2021
- Joe Biden und der Balkan, in: Wiener Zeitung, Jänner 2021
- Biden and the Balkans, in: The Institute of New Europe, December 2020
- Was ist von Deutschlands „Nie wieder“-Politik in der Corona-Welt geblieben? in: The European (mit Kristina Spohr), Oktober 2020
- Trump oder Biden? Warum Europa mitfiebern muss, in: Die Presse, Oktober 2020
- Von Panda-Diplomatie zur globalen Pandemie, in: Wiener Zeitung, Mai 2020
- China’s new Silk Road, in: New Statesman (with Kristina Spohr), April 2020
- Die neue „Seidenstraße der Gesundheit“ führt von Peking nach Rom, in: Wiener Zeitung (mit Kristina Spohr), März 2020 (online)

- History helps us understand how Vladimir Putin handles his power, in: The HILL, February 2020
- Wie China auf dem Balkan der EU auf der Nase herumtanzt, in: Neue Zürcher Zeitung, Jänner 2020
- Ist die „Neue Seidenstraße“ Chinas eine Einbahnstraße?, in: Kurier, Jänner 2020
- Versöhnung beginnt mit Entschuldigung, in: Die Presse, Jänner 2020
- Why the Western Balkans still matter, in: The HILL, December 2019
- For an EU that spans the whole of Europe, in: European Letters, December 2019
- Österreich und Kosovo, in: Paneuropa, November 2019
- EU-Erweiterung am Westbalkan: Aus Fehlern lernen, in: Der Standard, Oktober 2019

## In den Nachrichten (Auswahl)
- Die Rolle Österreichs beim Zerfall des Vielvölkerstaats Jugoslawien, in: Grundsatz #14 – Politische Akademie der Volkspartei, Juli 2021[4]
- Aus dem Gefängnis an den Verhandlungstisch, in: WOZ (Zürich)[5]
- Biden auf Europareise, in: Koha, Juni 2021
- US-Präsident Bidens erste Europareise, in: Klan Kosova, Juni 2021
- Offene Wunden auf dem Westbalkan, in: Salzburger Nachrichten, Juni 2021[6]